# Едмонтон
Едмонтон (енгл. Edmonton) је главни град провинције Алберта у Канади на реци Саскачеван. Едмонтон се налази у средшту Алберте, и основан је 1904. године. Са 730.372 становника, Едмонтон је други град у Алберти по величини, после Калгарија који има 1.042.892 становника. Има прехрамбену и хемијску индустрију, средиште је трговине крзном и има велике нафтне изворе. 

## Историја
Прва станишта на тлу Едмонтона су забележена након последњег леденог доба (најкасније око 3000. године п. н. е.). Први Европљанин које се доселио на тло данашњег Едмонтона је био око 1754. године Антони Хендлејн - истраживач који је путовао преко канадске прерије да би успоставио контакте са тамошњим становницима да би потпомогао трговину крзном.
1795. године је основано насеље Форт Едмонтон која је брзо постало трговинска станица. Насеље је добило име по родном месту Сер Џејмса Винтера Лејка, тадашњег вицегувернера Друштва Хадсоновог залива.
До значајног раста насеља дошло је крајем 19. века чему је допринело коришћење прерије за пољопривредне радове, а такође и златна грозница. Тада је Едмонтон постао регионални центар трговине и пољопривреде.
Почетак 20. века обележио је даљи напредак у развоју насеља. Током Првог светског рата појавиле су се спекулације пољопривредним земљиштем и број становништва је опао за такорећи једну трећину.
1929. године је отворен аеродром који је служио за дистрибуцију поште, хране и лекова у области северне Канаде.
Током Другог светског рата у Едмонтону се много градило (Аљаска путеви).
Недуго након Другог светског рата у околини Едмонтона је пронађена нафта. Околина Едмонтона је постала велики произвођач нафте и захваљујући томе се о Едмонтону почело говорити као о главном граду нафтне индустрије у Канади. Нафтна индустрија је све до данас главна индустријска грана заслужна за развој Едмонтона.
1981. године у Едмонтону је отворен највећи робно трговински центар у свету, Вест Едмонтон мол. Постао је највећа туристичка атракција, а обухвата, поред осталог, и забавни парк, водени парк и луксузни хотел.

## Географија

### Клима
Клима у Едмонтону је типично континентална са великим распонима у кретању температуре у току године. Лета су само умерено топла а зиме су јаке.
У односу на свој положај Едмонтон има релативно суву климу.
Највећи торнадо у историји Едмонтона је био 31. јула 1981. године. Осим уништења кућа и инфраструктуре, искакања воза из шина и друге материјалне штете, било је и 27 људских жртава.

## Становништво
| 1996.   | 2001.   | 2006.   | 2011.   | 2016.   |
| ------- | ------- | ------- | ------- | ------- |
| 616.306 | 666.104 | 730.372 | 812.201 | 932.546 |

## Градови побратими
Едмонтон је побратимљен са следећим градовима:
- Гатино (Канада) – 1967.
- Харбин (Кина) – 1985.
- Нешвил (САД) – 1990.
- Вонју (Јужна Кореја) – 1998.